# The Tyra Banks Show
The Tyra Banks Show è stato un talk show televisivo condotto dalla supermodella Tyra Banks. Sono state trasmesse in totale 5 stagioni, l'ultima puntata è andata in onda venerdì 28 maggio 2010.

## Inizi
Il programma ha debuttato il 12 settembre 2005 alla CBS Television City di Los Angeles, ma nell'estate del 2007 lo spettacolo è stato trasferito a New York: le ultime cinque trasmissioni da Los Angeles sono andate in onda nella settimana del 3 settembre 2007 e quelle successive della terza stagione dai Chelsea Studios di New York.
Le tematiche affrontate erano piuttosto varie, ma con una particolare predilezione per le questioni d'attualità relative alle donne, spesso con numeri speciali su America's Next Top Model, un reality show creato e condotto dalla stessa Tyra Banks. Il talk show è stato trasmesso in molti paesi ed era anche disponibile sul canale Take Five della XM Satellite Radio sia negli Stati Uniti che in Canada. Nelle sue ultime stagioni ha assunto un carattere trash, da "tv spazzatura", sul genere di programmi come The Oprah Winfrey Show o The Jerry Springer Show, andando a toccare argomenti ad esempio come le persone affette da strani problemi psicologici.
Il 19 dicembre 2007, lo show è stato rinnovato di ulteriori due stagioni in Syndication, 2008-2009 e 2009-2010. Tuttavia, nel novembre 2008, la Warner Bros. ha annunciato che il programma sarebbe passato a The CW nel settembre 2009, sia con un episodio di archivio e un episodio in prima visione in onda tutti i giorni. Su The CW è stata già messa in onda ANTM, i funzionari della rete hanno visto la mossa come un "allineamento strategico di interesse per le stazioni della CW", sia come show così in onda sullo stesso canale nazionale.
Nel 2008 e nel 2009, The Tyra Banks Show ha vinto il Daytime Emmy Award nella categoria "Outstanding Talk Show/Informative", battendo i talk show di Phil McGraw: The Doctors e Dr. Phil.

## 2009-2010: The CW e la cancellazione
A partire dal 7 settembre 2009, Tyra ha fatto il suo debutto su The CW, con un nuovo logo e nuova musica, una versione remixata di I'm Coming Out di Diana Ross.  
Il 28 dicembre 2009, è stato annunciato che la 5ª stagione sarebbe stata l'ultima stagione dello show. Il 20 maggio 2010, è stato annunciato che la 5ª stagione (e lo spettacolo) sarebbe giunto al termine il 28 maggio 2010. Il programma continua su The CW durante il giorno due volte al giorno, anche se molti affiliati hanno scelto di non trasmettere la seconda ripetizione. 
Nel 2010, The Tyra Banks Show è stato candidato per un GLAAD Media Awards nella categoria "Outstanding Talk Show Episode" per l'episodio Hell to Pay - Gay Exorcism Teenager durante la 21ª edizione del premio. 

## Repliche: 2010-2011
Durante la stagione 2010-2011 va in onda nei giorni feriali dalle 4:00 alle 05:00 su The CW fino al 16 settembre 2011.